# Gelderse oermot
De Gelderse oermot (Micropterix schaefferi) is een vlinder uit de familie van de oermotten (Micropterigidae). De wetenschappelijke naam van de soort is voor het eerst geldig gepubliceerd door Heath in 1975.

## Kenmerken
De vlinder heeft een spanwijdte van 9 tot 13 millimeter. De vliegtijd is in mei en juni.

## Verspreiding en leefgebied
De soort komt voor in een groot deel van Centraal-Europa en aangrenzend West-Europa. In Nederland en België is de soort zeer zeldzaam. De enige waarneming uit Nederland stamt uit 1977 in Zeddam.